# VM i orientering 2018
VM i orientering 2018 bliver den 35. udgave af verdensmesterskabet i orientering. Det kommer til at foregå i Letland, hvor sprintdistancen er henlagt til hovedstaden Riga, mens de resterende distancer vil blive afviklet omkring byen Sigulda, der ligger 53 km øst for Riga.

## Historie

### Ansøgning og tildeling af værtskab
Efter at det Internationale Orienterings-Forbund (IOF) valgte at udskyde den oprindelige ansøgningfrist fra 1. januar 2014 til den 15. marts 2014, havde det lettiske forbund ved fristens udløb indgivet deres ansøgning om værtskab. På IOF's generalforsamling den 10. juli 2014 under VM i 2014, blev værtskabet tildelt til det lettiske forbund.